# ذيل الفأر الكوبي الشكل
ذيل الفأر الكوبي الشكل (الاسم العلمي: Myosurus cupulatus) هو نوع من النباتات يتبع جنس ذيل الفأر من الفصيلة الحوذانية.